# Шервуд-Верный, Иван Васильевич
Иван Васильевич Ше́рвуд (англ. John Sherwood; 12 марта 1798 — 4 (16) ноября 1867) — полковник Вооружённых сил Российской империи, известен доносом Александру I о готовившемся восстании декабристов (за что ему позже Николаем I была присвоена фамилия Шервуд-Верный).

## Происхождение
Согласно сведениям метрической книги Римско-католического собора Our Lady Star of the Sea:
|  | Двенадцатого марта 1798 года родился и 21 дня того же месяца и года крещён Иоанн сын Вильгельма и Марты Шервуд (в девичестве Флэктам), состоящих в законном браке. Восприемником был Джакоб Шервуд. А крещение совершил я, священник Джон Джоунс.Шервуды в России: К истории Шервудов, ч. II |

Механик по шерсточесальным машинам Вильгельм (Вильям; Василий) Шервуд в 1800 году прибыл с женой и тремя сыновьями, по приглашению, из Англии в Россию — для работы на Александровской мануфактуре под Петербургом. Старшему его сыну, Василию было шесть лет, Ивану — два года, а Иосифу ещё не исполнилось и года. Вскоре в семье родились Елизавета (1803—1872) и Яков (1805—1868).
Иван Васильевич получил хорошее домашнее образование. В 1815 году был принят в московское отделение Императорской медико-хирургической академии, где проучился только 3 месяца. Стал давать уроки английского языка.

## Служба и донесение о декабристах
В 1819 году Шервуд поступил на военную службу рядовым 3-го Украинского уланского полка входившего в корпус военных поселений и расквартированного в Новомиргороде (Елисаветградский уезд Херсонской губернии). Уже через два месяца, 1 ноября 1819 года, он был произведён в унтер-офицеры. За участие в военных кампаниях имел награды.
К концу 1823 года ему стало известно о существовании заговора среди большой группы офицеров. Как писал он позже: «Я любил блаженной памяти покойного императора Александра I не по одной преданности, как к царю, но как к императору, который сделал много добра отцу моему». И он написал письмо лейб-медику Я. В. Виллие для передачи Александру I. В письме Шервуд сообщал о планах заговорщиков. Вследствие этого был вызван к А. А. Аракчееву, к которому доставлен был с фельдъегерем в Грузино 12 июля 1825 года. На другой день его привезли в Петербург к генералу Клейнмихелю, через которого Шервуд был представлен в Каменноостровском дворце Александру I. Шервуд рассказал, «что случайно узнал, что в некоторых полках 1-й и 2-й армии существует секретное общество, которое постепенно увеличивается и имеет особенные связи в 4-м резервном кавалерийском корпусе, и что он уверен, что Нежинского конно-егерского полка прапорщик Вадковский есть один из главнейших членов, и наконец,… он надеется быть введен в оное и открыть тайны и членов его».
Вернувшись на юг, он по заданию Александра I начал завязывать знакомства с офицерами в разных местах и «по их разговорам ясно видел, что заговор должен быть повсеместный». Сообщив Аракчееву всё, что удалось узнать о программе, составе и целях Южного общества, Шервуд 10 ноября 1825 года получил от И. И. Дибича из Таганрога приказ действовать самым энергичным образом; 18 ноября он послал Дибичу подробный рапорт о достигнутых результатах. В это же время Александр I получил подтверждение о заговоре в письме А. И. Майбороды.

## После восстания
8 января 1826 года И. В. Шервуд был переведён в лейб-гвардии Драгунский полк; через два дня — прапорщиком, в Нарвский драгунский полк; спустя месяц, 8 февраля был возвращён в Драгунский полк.

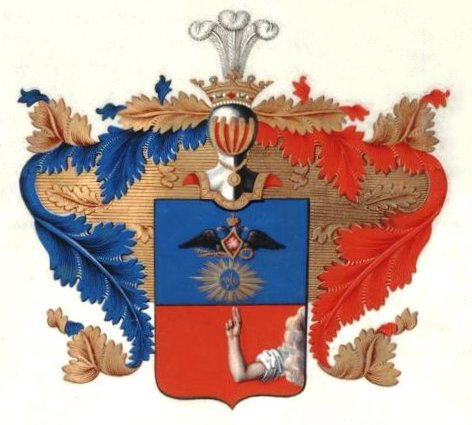
герб Шервуда, ОГ, X, 120

1 апреля 1826 года Николай I своим указом Сенату «в ознаменование особенного благоволения нашего и признательности к отличному подвигу, оказанному против злоумышленников, посягавших на спокойствие, благосостояние государства и на самую жизнь блаженные памяти государя императора Александра I» высочайше повелел ему впредь именоваться «Шервуд-Верный»; 22 июля 1826 года был утверждён герб Шервуда, где изображены были в верхней половине щита — вензель Александра I в лучах, под двуглавым орлом, а в нижней — рука, выходящая из облаков, со сложенными для присяги пальцами. Среди же своих товарищей он имел прозвища «Шервуда-Скверного» и «Фидельки». С 6 июня 1826 года — поручик.
Его племянник В. О. Шервуд в своих «Воспоминаниях» отметил:

«Иван Васильевич был настоящий офицер, и очень жаль, что его карьера, по роковой случайности, отвлекла его от настоящего призвания. Некоторые правительственные лица взглянули на Ивана Васильевича как на особо способного полицейского, и совершилась роковая ошибка — ему дана была инструкция, которую я сам читал, где предписывалось ему наблюдать за нравственностью России. Принявши это дело к сердцу, Иван Васильевич стал изучать русскую жизнь, он встретил такую администрацию и таких чиновников, которые, безусловно, роняли авторитет правительства и топтали в грязь государственные законы. 
В 1827 году Шервуд исполнял жандармское поручение генерала А. X. Бенкендорфа, затем был прикомандирован к штабу Отдельного гвардейского корпуса. Участвовал в русско-турецкой войне 1828—1829 годов; за участие в осаде Варны награждён орденом святой Анны 3-й степени; 28 января 1830 года был произведён в штабс-капитаны, в марте того же года награждён бриллиантовым перстнем, в сентябре — выдачей 2 тысяч рублей, в декабре — жалованьем в двойном размере. В 1831 году, участвуя в подавлении польского восстания, отличился и был (25 июня) награждён орденом святого Владимира 4-й степени с бантом с производством в капитаны. Через три года, 30 августа 1833 года И. В. Шервуд-Верный был произведён в полковники с назначением состоять по кавалерии. На этом его военная карьера закончилась.
Впоследствии за ложный донос содержался семь лет (1844—1851) в Шлиссельбургской крепости (по сведениям В. О. Шервуда — в Петропавловской). После освобождения состоял под секретным надзором и жил в собственной деревне в Смоленском уезде. По просьбе Шервуда о помиловании 30 июля 1856 года высочайше было повелено освободить его от надзора.
Был похоронен в Москве, в семейном склепе на Введенском кладбище Москвы, ныне утраченном.
В 1896 году в «Историческом Вестнике» (№ 1) Н. К. Шильдером были напечатаны его мемуары (незавершённые): «Исповедь Ш.», полученные от дочери мемуариста О. И. Шервуд-Верной. Также его деятельности посвящены мемуары «Шервуд. Из записок генерал-майора Б-П.» (Берлин, 1860) и историческое исследование И. М. Троцкого «Жизнь Шервуда-Верного» (1927).

## Семья
Шервуд был женат трижды.
1. с 1826 — Екатерина Алексеевна Ушакова, дочь отставного майора
  - Константин (03.02.1829[3]—16.12.1865), родился в Москве, крещен 23 февраля 1829 года в Храме Ризоположения на Донской при восприемстве вел. кн. Константина Павловича, которого представлял П. И. Голенищев-Кутузов; художник.
  - Николай (род. 22.07.1830), крестник вел. кн. Михаила Павловича
  - Софья (род. 1832)
  - Ольга (род. 03.04.1834)
2. c 1852 — Фридерика Кирмиссон (разведённая графиня Струтинская)
  - Эммануил-Иван-Генрих (род. 13.12.1843)
3. c 1864 — Елизавета Александровна фон Парфенок, дочь коллежского советника
  - Евгений
    - Михаил[4]

  - Виктор.

Потомки Ивана Васильевича Шервуда-Верного — Варвара Ивановна Шервуд-Верная и Н. Н. Шервуд-Верный перед революцией жили на Сивцевом Вражке (д. 3). Его внук, сын Эммануила-Ивана-Генриха — Виктор Иванович Шервуд-Верный на рубеже XIX-го и XX-го веков жил в доме Бромлей на Шаболовке.